# Bec-de-grue maritime
Erodium maritimum
Espèce
Classification phylogénétique
Le bec-de-grue maritime (Erodium maritimum) est une plante herbacée annuelle de la famille des Géraniacées.
Il s'agit d'une espèce à répartition méditerranéenne-atlantique typique, essentiellement littorale. Ce petit bec-de-grue est rare dans la majeure partie de son aire, parfois en déclin, et fait l'objet de mesures de protection locales.

## Répartition
À une exception près (Tunisie), Erodium maritimum est une plante strictement européenne. Elle y occupe une aire fortement disjointe, atlantique du sud de l'Écosse au nord-ouest de l'Espagne, et méditerranéenne en Italie, en Corse, aux Baléares et au nord de la Tunisie.